# Blue Mountains (Ontario)
Blue Mountains to miejscowość (ang. town) w Kanadzie, w prowincji Ontario, w hrabstwie Grey. Położona jest u południowych brzegów wielkiej zatoki jeziora Huron, Georgian Bay, a ściślej - nad jej najbardziej na południe wysuniętą częścią, zwaną zatoką Nottawasaga.
Powierzchnia Blue Mountains to 286,77 km². Według danych spisu powszechnego z roku 2001 Blue Mountains liczy 6116 mieszkańców (21,33 os./km²).